# Hygroplitis toritarsis
Hygroplitis toritarsis är en stekelart som beskrevs av Song och Chen 2004. Hygroplitis toritarsis ingår i släktet Hygroplitis och familjen bracksteklar. Inga underarter finns listade i Catalogue of Life.